# Łęgi Odrzańskie
Łęgi Odrzańskie este o arie protejată (sit de importanță comunitară — SCI, arie de protecție specială avifaunistică — SPA) din Polonia întinsă pe o suprafață de 21.350,49 ha, integral pe uscat.

## Localizare
Centrul sitului Łęgi Odrzańskie este situat la coordonatele 51°26′46″N 16°26′36″E / 51.4461°N 16.4434°E.

## Înființare
Situl Łęgi Odrzańskie a fost declarat arie de protecție specială avifaunistică în octombrie 2007 pentru a proteja 54 de specii de animale. Situl a fost protejat și ca sit de importanță comunitară în august 2007.

## Biodiversitate
Situată în ecoregiunea continentală, aria protejată conține 11 habitate naturale: Pajiști uscate seminaturale și facies de acoperire cu tufișuri pe substraturi calcaroase (Festuco-Brometalia) (* situri importante pentru orhidee), Pajiști cu Molinia pe soluri calcaroase, turboase sau argilos-nămoloase (Molinion caeruleae), Liziere de ierburi înalte hidrofile de câmpie și de nivel montan până la alpin, Pajiști aluvionare inundabile, de Cnidion dubii, Fânețe de joasă altitudine (Alopecurus pratensis, Sanguisorba officinalis), Păduri de stejar și carpen Galio-Carpinetum, Păduri acidofile de stejar bătrân cu Quercus robur pe câmpii nisipoase, Lacuri eutrofice naturale cu vegetație de tip Magnopotamion sau Hydrocharition, Râuri cu maluri nămoloase cu vegetație de Chenopodion rubri p.p. și Bidention p.p., Păduri aluvionare cu Alnus glutinosa și Fraxinus excelsior (Alno-Padion, Alnion incanae, Salicion albae), Păduri mixte riverane de Quercus robur, Ulmus laevis și Ulmus minor, Fraxinus excelsior sau Fraxinus angustifolia, de-a lungul marilor râuri (Ulmenion minoris).
La baza desemnării sitului se află mai multe specii protejate:
- păsări (31): pescăruș albastru (Alcedo atthis), rață lingurar (Anas clypeata), rață pitică (Anas crecca), rață cârâitoare (Anas querquedula), rață pestriță (Anas strepera), gârliță mare (Anser albifrons), gâscă cenușie (Anser anser), gâscă de semănătură (Anser fabalis), stârc cenușiu (Ardea cinerea), buhai de baltă (Botaurus stellaris), Bucephala clangula,  prundaș gulerat mic (Charadrius dubius), barză albă (Ciconia ciconia), barză neagră (Ciconia nigra), erete de stuf (Circus aeruginosus), lebădă de iarnă (Cygnus cygnus), ciocănitoarea de stejar (Dendrocopos medius), ciocănitoare neagră (Dryocopus martius), muscar-gulerat (Ficedula albicollis), muscar (Ficedula parva), becațină comună (Gallinago gallinago), cocor (Grus grus), codalb (Haliaeetus albicilla), stârc pitic (Ixobrychus minutus), ferestrașul mare (Mergus merganser), gaia neagră (Milvus migrans), gaia roșie (Milvus milvus), viespar (Pernis apivorus), cormoran mare (Phalacrocorax carbo), ciocănitoare verzuie (Picus canus), fluierarul de zăvoi (Tringa ochropus)
- amfibieni (2): buhai de baltă cu burta roșie (Bombina bombina), triton cu creastă (Triturus cristatus)
- mamifere (6): liliac cârn (Barbastella barbastellus), castor (Castor fiber), vidră de râu (Lutra lutra), liliac cu urechi mari (Myotis bechsteinii), liliac de iaz (Myotis dasycneme), liliac comun (Myotis myotis)
- nevertebrate (10): croitorul mare al stejarului (Cerambyx cerdo), fluturele de noapte (Eriogaster catax), fluturele flitirar (Euphydryas maturna), Graphoderus bilineatus, libelule (Leucorrhinia pectoralis), fluturele purpuriu (Lycaena dispar), Ophiogomphus cecilia, Osmoderma eremita, Phengaris nausithous, Phengaris teleius
- pești (5): avat (Aspius aspius), zvârluga (Cobitis taenia), boarță (Rhodeus amarus), Romanogobio albipinnatus, somonul (Salmo salar)